# PEC in het seizoen 1926/27
Het seizoen 1926/1927 was het 17e jaar in het bestaan van de Zwolse voetbalclub PEC. De club kwam uit in de Tweede Klasse Oost A en nam ook deel aan het toernooi om de NVB beker.

## Wedstrijdstatistieken

### Tweede Klasse A
| G.O.L.T.O.                                               |                                                                               |               |                                      |
|                                                          | PEC                                                                           | 1 – 4 (0 – 2) | G.O.L.T.O.                           |
| 27 maart 1927 Plaats: Zwolle Sportpark De Vrolijkheid    | Huub Pallandt                                                                 |               | 20' Leerkotte jr                     |
|                                                          | G.O.L.T.O.                                                                    | 1 – 0 (0 – 0) | PEC                                  |
| 10 oktober 1926 Plaats: Hengelo Sportpark G.O.L.T.O.     | Leerkotte jr 75'                                                              |               |                                      |
| Zwolsche Boys                                            |                                                                               |               |                                      |
|                                                          | PEC                                                                           | 0 – 0         | Zwolsche Boys                        |
| 27 februari 1927 Plaats: Zwolle Sportpark De Vrolijkheid |                                                                               | Zwolse derby  |                                      |
|                                                          | Zwolsche Boys                                                                 | 2 – 1 (2 – 0) | PEC                                  |
| 5 december 1926 Plaats: Zwolle Sportpark Veerallee       | Jan Mooy 15' Thijs van der Tweel 25'                                          | Zwolse derby  | 60' Lourens van der Bend             |
| A.Z.C.                                                   |                                                                               |               |                                      |
|                                                          | PEC                                                                           | 5 – 2 (3 – 1) | A.Z.C.                               |
| 31 oktober 1926 Plaats: Zwolle Sportpark De Vrolijkheid  | Huub Pallandt A van ’t Veen Hendrik Jan ’Rover’ Jansen Jo Kaaks Huub Pallandt |               |                                      |
|                                                          | A.Z.C.                                                                        | 4 – 2 (? – ?) | PEC                                  |
| 3 april 1927 Plaats: Zutphen Voetbalaccommodatie AZC     |                                                                               |               |                                      |
| K.H.C.                                                   |                                                                               |               |                                      |
|                                                          | PEC                                                                           | 3 – 1 (3 – 0) | VV KHC                               |
| 17 oktober 1926 Plaats: Zwolle Sportpark De Vrolijkheid  | Hendrik Jan ’Rover’ Jansen Jo Schellekens Eef Admiraal (pen)                  |               | Naberman                             |
|                                                          | VV KHC                                                                        | 2 – 3 (1 – 2) | PEC                                  |
| 19 december 1926 Plaats: Kampen Sportpark aan de Plas    | Naberman (pen)                                                                |               | Jan Manni Ruud Pallandt Wim de Bruyn |
| Geel-Zwart                                               |                                                                               |               |                                      |
|                                                          | PEC                                                                           | 0 – 1 (0 – 0) | Geel-Zwart                           |
| 23 januari 1927 Plaats: Zwolle Sportpark De Vrolijkheid  |                                                                               |               | 75'                                  |
|                                                          | Geel-Zwart                                                                    | 2 – 1 (1 – 1) | PEC                                  |
| 2 januari 1927 Plaats: Enschede Sportpark Geel-Zwart     | Stevers 15' Groothuis 75'                                                     |               | Jo Schellekens                       |
| HVV Tubantia                                             |                                                                               |               |                                      |
|                                                          | PEC                                                                           | 0 – 2 (0 – 0) | HVV Tubantia                         |
| 12 december 1926 Plaats: Zwolle Sportpark De Vrolijkheid |                                                                               |               | 60' Snellink Nijhof                  |
|                                                          | HVV Tubantia                                                                  | 0 – 1 (0 – 0) | PEC                                  |
| 30 januari 1927 Plaats: Hengelo Sportpark De Bijenkorf   |                                                                               |               | 50' Huub Pallandt                    |
| Rigtersbleek                                             |                                                                               |               |                                      |
|                                                          | PEC                                                                           | 1 – 1 (1 – 1) | vv Rigtersbleek                      |
| 3 oktober 1926 Plaats: Zwolle Sportpark De Vrolijkheid   | Jo Kaaks                                                                      |               | Zwijnenberg                          |
|                                                          | vv Rigtersbleek                                                               | 1 – 0 (1 – 0) | PEC                                  |
| 9 januari 1927 Plaats: Enschede Sportpark Rigtersbleek   | Bouwhuis 30'                                                                  |               |                                      |
| Almelo                                                   |                                                                               |               |                                      |
|                                                          | PEC                                                                           | 2 – 2 (1 – 1) | SV Almelo                            |
| 24 april 1927 Plaats: Zwolle Sportpark De Vrolijkheid    | Wim de Bruyn Henk Bongers                                                     |               | 75'                                  |
|                                                          | SV Almelo                                                                     | 0 – 3 (0 – 1) | PEC                                  |
| 13 februari 1927 Plaats: Almelo Sportpark SV Almelo      |                                                                               |               | 90'                                  |
| R.O.D.A.                                                 |                                                                               |               |                                      |
|                                                          | PEC                                                                           | 4 – 2 (1 – 2) | RODA                                 |
| 28 november 1926 Plaats: Zwolle Sportpark De Vrolijkheid | Jo Schellekens (pen) Wim de Bruyn                                             |               | Horst Broekhuis                      |
|                                                          | RODA                                                                          | 5 – 0 (0 – 0) | PEC                                  |
| 26 september 1926 Plaats: Deventer Sportpark R.O.D.A.    | Tempelaars Horst Broekhuis Brinkman                                           |               |                                      |

### NVB beker
| 2e ronde                                                  | P.E.C.                                                                | 4 – 2 (1 – 1) | Apeldoorn         |
| 19 september 1926 Plaats: Zwolle Sportpark De Vrolijkheid | A van ’t Veen Eef Admiraal (pen) Jo Schellekens Lourents van der Bend |               | Karel Kres Geurts |
| Tussenronde                                               | VV KHC                                                                | 1 – 0 (0 - 0) | P.E.C.            |
| 13 maart 1927 Plaats: Hattem Terrein Hattem               | Schinkel                                                              |               |                   |

## Statistieken PEC 1926/1927

### Eindstand PEC in de Nederlandse Tweede Klasse 1926 / 1927
| Stand | Gespeeld | Gewonnen | Gelijk | Verloren | Punten | Doelpunten voor | Doelpunten tegen |
| ----- | -------- | -------- | ------ | -------- | ------ | --------------- | ---------------- |
| 8e    | 18       | 6        | 3      | 9        | 15     | 27              | 31               |

### Punten per tegenstander
|       | G.O.L.T.O. | Zwolsche Boys | A.Z.C. | K.H.C. | Geel-Zwart | Tubantia | Rigtersbleek | Almelo | R.O.D.A. |
| ----- | ---------- | ------------- | ------ | ------ | ---------- | -------- | ------------ | ------ | -------- |
| Thuis | 0          | 1             | 2      | 2      | 0          | 0        | 1            | 1      | 2        |
| Uit   | 0          | 0             | 0      | 2      | 0          | 2        | 0            | 2      | 0        |

### Doelpunten per tegenstander
|       | G.O.L.T.O. | Zwolsche Boys | A.Z.C. | K.H.C. | Geel-Zwart | Tubantia | Rigtersbleek | Almelo | R.O.D.A. | Totaal |
| ----- | ---------- | ------------- | ------ | ------ | ---------- | -------- | ------------ | ------ | -------- | ------ |
| Thuis | 1          | 0             | 5      | 3      | 0          | 0        | 1            | 2      | 4        | 16     |
| Uit   | 0          | 1             | 2      | 3      | 1          | 1        | 0            | 3      | 0        | 11     |
|       |            |               |        |        |            |          |              |        |          | 27     |